# Young Thug/Auszeichnungen für Musikverkäufe

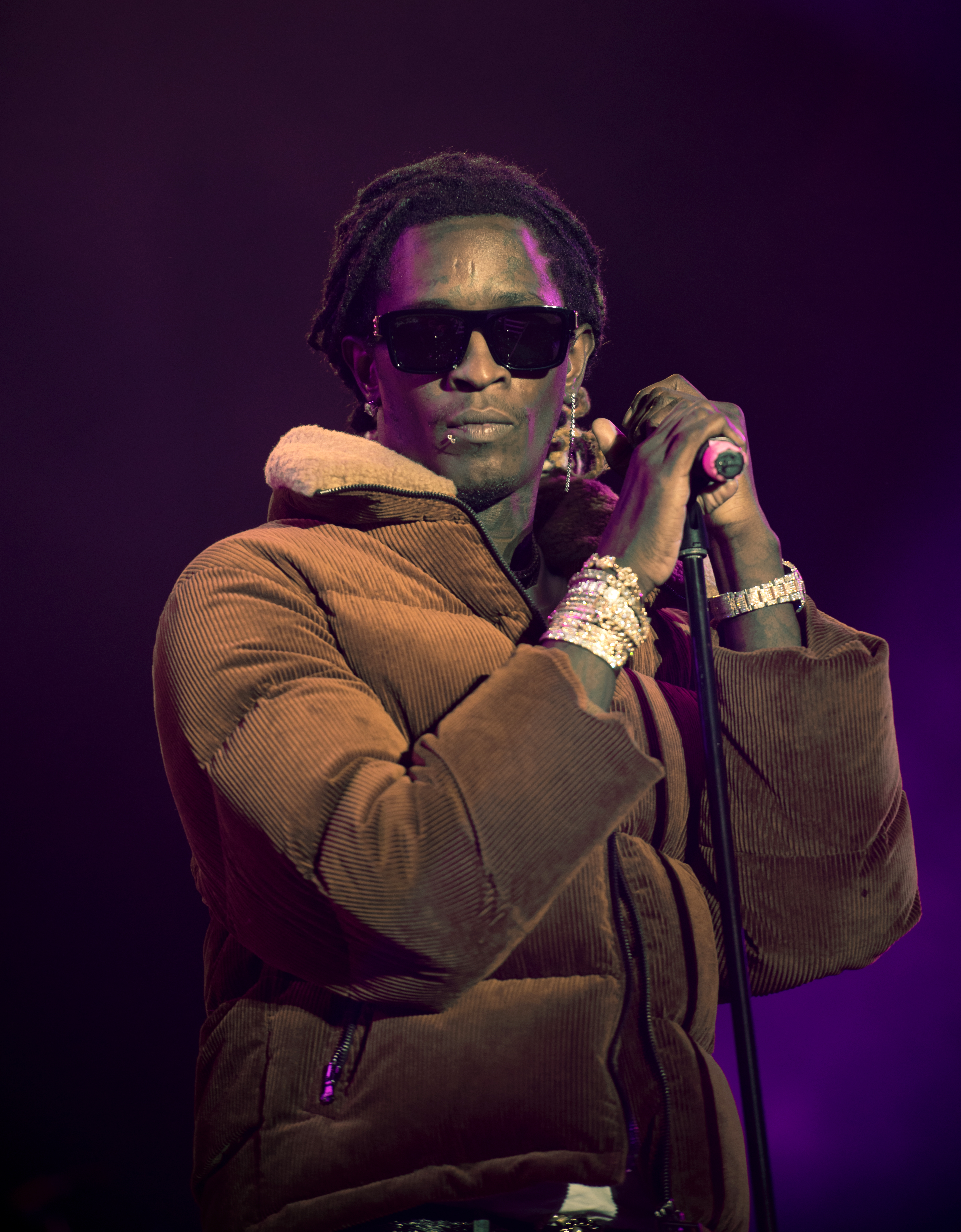
Young Thug (2019)

Dies ist eine Übersicht über die Auszeichnungen für Musikverkäufe des US-amerikanischen Rappers Young Thug. Die Auszeichnungen finden sich nach ihrer Art (Gold, Platin usw.), nach Staaten getrennt in chronologischer Reihenfolge, geordnet sowie nach den Tonträgern selbst, ebenfalls in chronologischer Reihenfolge, getrennt nach Medium (Alben, Singles usw.), wieder.

## Auszeichnungen
| - Vereinigtes Königreich - 2018: für die Single Heatstroke - 2021: für das Lied Just Like Me - 2021: für das Lied Relationship - 2022: für das Lied Feels - 2022: für die Single Out West - 2022: für die Single Potion - 2022: für das Lied Sacrifices - 2023: für das Album So Much Fun - 2023: für die Single Pushin P - 2024: für das Lied Solid - 2024: für das Lied Dollaz on My Head - 2024: für das Lied Rich N***a S**t - 2024: für das Lied Digits - 2024: für die Single Franchise - 2025: für das Lied Chanel (Go Get It) - 2025: für das Lied Bad Bad Bad - Australien - 2018: für die Single No Limit - 2023: für die Single Potion - Brasilien - 2020: für die Single Pick Up the Phone - 2022: für das Lied Payday - 2024: für das Lied Paranoia - 2024: für die Single Throw Sum Mo - 2024: für die Single Lifestyle - 2024: für das Lied Skitzo - Chile - 2017: für die Single Havana - Dänemark - 2019: für die Single Pick Up the Phone - 2020: für das Lied Paranoia - 2023: für die Single Hot - 2023: für das Album So Much Fun - 2025: für das Lied Trance - 2025: für die Single Out West - Deutschland - 2023: für die Single Goodbyes - Frankreich - 2020: für die Single The London - 2022: für die Single Go Crazy - 2022: für die Single Out West - 2023: für die Single Hot - 2025: für die Single Way 2 Sexy - Griechenland - 2021: für die Single Way 2 Sexy - Italien - 2017: für die Single Pick Up the Phone - 2020: für die Single The London - 2021: für die Single Out West - 2023: für die Single Way 2 Sexy - 2023: für das Lied Trance - 2023: für die Single Hot - Japan - 2023: für das Streaming Havana - Kanada - 2019: für die Single Check - 2019: für das Lied Sin - 2019: für die Single Guwop - 2019: für das Album Jeffery - 2019: für das Lied Bad Bad Bad - 2019: für das Album So Much Fun - 2019: für die Single Hot - 2019: für die Single No Limit - 2020: für die Single Franchise - 2021: für die Single Bad Boy - 2022: für das Lied Might Not Give Up - 2023: für das Lied Lesbian - 2023: für das Lied Metro Spider - 2023: für die Single Heatstroke - 2023: für die Single Potion - 2024: für das Lied Skitzo - Mexiko - 2020: für die Single Out West - 2025: für die Single Heatstroke - Neuseeland - 2019: für das Lied Relationship - 2019: für die Single Wyclef Jean - 2022: für die Single Blind - Österreich - 2024: für die Single Pushin P - Peru - 2017: für die Single Havana - Polen - 2023: für die Single Way 2 Sexy - 2023: für die Single Hot - 2024: für die Single Pick Up the Phone - 2024: für die Single The London - Portugal - 2020: für die Single Hot - 2020: für die Single Out West - 2021: für die Single Way 2 Sexy - Schweden - 2017: für die Single Pick Up the Phone - Schweiz - 2020: für die Single Go Crazy - 2024: für die Single Pushin P - Spanien - 2024: für die Single Goodbyes - 2025: für das Lied Trance - Südafrika - 2025: für das Lied Dollaz on My Head - 2025: für das Lied Solid - Vereinigte Staaten - 2015: für die Single About the Money - 2016: für die Single Stoner - 2019: für das Lied Sin - 2019: für das Album Beautiful Thugger Girls - 2019: für die Single Hercules - 2019: für die Single Gang Up - 2019: für die Single Anybody - 2019: für das Lied With Them - 2019: für die Single High End - 2019: für das Lied We Ball - 2019: für das Lied Rondo - 2020: für das Lied Chariot - 2020: für die Single Old English - 2020: für das Lied Surf - 2020: für die Single 3 Headed Snake - 2021: für das Lied Daddy’s Birthday - 2021: für das Lied Dance With Me - 2021: für das Lied Forever Ever - 2021: für das Lied On God - 2021: für das Lied Memo - 2021: für das Album Barter 6 - 2021: für das Album Slime Season 3 - 2021: für das Lied Solid - 2021: für das Lied Ski - 2021: für die Single I Know There’s Gonna Be (Good Times) - 2021: für die Single Blind - 2022: für die Single Patek Water - 2022: für das Lied No Cap - 2022: für das Lied All da Smoke - 2022: für die Single Heatstroke - 2022: für das Lied We Should - 2023: für das Lied Never Hating - 2024: für die Single Potion - 2024: für das Lied Skitzo - 2024: für die Single My Wrist - 2025: für das Lied City Girls - 2025: für die Single That Go! - Vereinigtes Königreich - 2022: für die Single I Know There’s Gonna Be (Good Times) - 2024: für die Single Way 2 Sexy - 2024: für die Single Hot - 2025: für das Lied Trance | - Australien - 2018: für die Single Heatstroke - 2019: für die Single The London - 2024: für die Single Way 2 Sexy - 2024: für das Lied Trance - Brasilien - 2024: für die Single Way 2 Sexy - 2024: für das Lied Rich N***a S**t - Dänemark - 2020: für die Single Goodbyes - 2024: für die Single Go Crazy - 2025: für die Single The London - Frankreich - 2021: für die Single Pick Up the Phone - 2024: für die Single Goodbyes - 2025: für das Lied Trance - Griechenland - 2021: für die Single Out West - 2024: für das Lied Trance - Irland - 2017: für die Single Havana - Italien - 2020: für die Single Goodbyes - Kanada - 2019: für das Lied Chanel (Go Get It) - 2019: für das Lied Digits - 2019: für die Single Wyclef Jean - 2020: für die Single Out West - 2022: für die Single I Know There’s Gonna Be (Good Times) - 2022: für das LiedJust Like Me - 2022: für die Single Patek Water - 2023: für das Lied Trance - 2024: für die Single Mamacita - Neuseeland - 2021: für die Single Hot - 2022: für das Album Slime & B - 2023: für das Album So Much Fun - 2023: für die Single Lifestyle - 2024: für die Single Heatstroke - Polen - 2021: für die Single Goodbyes - 2023: für die Single Out West - 2024: für die Single Franchise - Portugal - 2020: für die Single The London - 2022: für die Single Go Crazy - 2023: für das Lied Trance - Südafrika - 2020: für die Single Go Crazy - 2025: für die Single Pushin P - Vereinigte Staaten - 2014: für die Single Lifestyle - 2019: für die Single Check - 2019: für die Single Best Friend - 2019: für die Single Guwop - 2019: für die Single Wyclef Jean - 2019: für das Lied Chanel (Go Get It) - 2020: für das Album So Much Fun - 2020: für die Single Hot - 2020: für das Lied Bad Bad Bad - 2020: für die Single Hookah - 2021: für das Lied With That - 2022: für das Lied Just Like Me - 2022: für die Single Don’t Stop - 2023: für das Lied Trance - 2024: für die Single Mamacita - 2024: für das Lied Maria I’m Drunk - 2024: für das Lied What’s the Move - 2025: für die Single Stay Down - Vereinigtes Königreich - 2020: für die Single Goodbyes - 2021: für die Single Go Crazy - 2023: für die Single The London - 2024: für die Single Pick Up the Phone - Australien - 2020: für die Single Go Crazy - Belgien - 2018: für die Single Havana - Brasilien - 2023: für die Single Franchise - 2024: für das Lied Trance - Kanada - 2019: für das Lied Relationship - 2019: für die Single The London - 2021: für die Single Go Crazy - 2023: für das Lied Dance With Me - 2024: für die Single Pushin P - Neuseeland - 2022: für die Single Pick Up the Phone - 2022: für die Single The London - Norwegen - 2020: für die Single Havana - Österreich - 2019: für die Single Havana - Polen - 2024: für das Lied Trance - Portugal - 2020: für die Single Goodbyes - Vereinigte Staaten - 2019: für das Lied Relationship - 2021: für das Lied Digits - 2024: für die Single No Limit - 2025: für die Single Franchise - 2025: für die Single Pushin P | - Dänemark - 2023: für die Single Havana - Kanada - 2019: für die Single Pick Up the Phone - 2025: für das Lied Dollaz on My Head - Mexiko - 2023: für die Single Havana - Neuseeland - 2023: für die Single Goodbyes - Vereinigte Staaten - 2020: für die Single The London - 2021: für die Single Goodbyes - 2023: für die Single Throw Sum Mo - 2024: für die Single Out West - 2024: für das Lied Rich N***a S**t - 2025: für das Lied Dollaz on My Head - Italien - 2019: für die Single Havana - Portugal - 2022: für die Single Havana - Spanien - 2024: für die Single Havana - Vereinigtes Königreich - 2021: für die Single Havana - Neuseeland - 2023: für die Single Go Crazy - Schweden - 2018: für die Single Havana - Vereinigte Staaten - 2024: für die Single Pick Up the Phone - Australien - 2024: für die Single Goodbyes - Vereinigte Staaten - 2025: für die Single Go Crazy - Kanada - 2023: für die Single Goodbyes - Neuseeland - 2024: für die Single Havana - Schweiz - 2022: für die Single Havana - Australien - 2019: für die Single Havana - Deutschland - 2020: für die Single Havana - Frankreich - 2018: für die Single Havana - Kanada - 2019: für die Single Havana - Mexiko - 2023: für die Single Havana - Polen - 2018: für die Single Havana - Vereinigte Staaten - 2021: für die Single Havana - Brasilien - 2024: für die Single Goodbyes - Brasilien - 2021: für die Single Havana |

## Auszeichnungen nach Alben

### Barter 6
| Land/Region               | Auszeichnungen für Musikverkäufe (Land/Region, Auszeichnung, Verkäufe) | Verkäufe |
| ------------------------- | ---------------------------------------------------------------------- | -------- |
| Vereinigte Staaten (RIAA) | Gold                                                                   | 500.000  |
| Insgesamt                 | 1× Gold ·                                                              | 500.000  |

### Slime Season 3
| Land/Region               | Auszeichnungen für Musikverkäufe (Land/Region, Auszeichnung, Verkäufe) | Verkäufe |
| ------------------------- | ---------------------------------------------------------------------- | -------- |
| Vereinigte Staaten (RIAA) | Gold                                                                   | 500.000  |
| Insgesamt                 | 1× Gold ·                                                              | 500.000  |

### Jeffery
| Land/Region | Auszeichnungen für Musikverkäufe (Land/Region, Auszeichnung, Verkäufe) | Verkäufe |
| ----------- | ---------------------------------------------------------------------- | -------- |
| Kanada (MC) | Gold                                                                   | 40.000   |
| Insgesamt   | 1× Gold ·                                                              | 40.000   |

### Beautiful Thugger Girls
| Land/Region               | Auszeichnungen für Musikverkäufe (Land/Region, Auszeichnung, Verkäufe) | Verkäufe |
| ------------------------- | ---------------------------------------------------------------------- | -------- |
| Vereinigte Staaten (RIAA) | Gold                                                                   | 500.000  |
| Insgesamt                 | 1× Gold ·                                                              | 500.000  |

### So Much Fun
| Land/Region                  | Auszeichnungen für Musikverkäufe (Land/Region, Auszeichnung, Verkäufe) | Verkäufe  |
| ---------------------------- | ---------------------------------------------------------------------- | --------- |
| Dänemark (IFPI)              | Gold                                                                   | 10.000    |
| Kanada (MC)                  | Gold                                                                   | 40.000    |
| Neuseeland (RMNZ)            | Platin                                                                 | 15.000    |
| Vereinigte Staaten (RIAA)    | Platin                                                                 | 1.000.000 |
| Vereinigtes Königreich (BPI) | Silber                                                                 | 60.000    |
| Insgesamt                    | 1× Silber · 2× Gold · 2× Platin ·                                      | 1.125.000 |

### Slime & B
| Land/Region       | Auszeichnungen für Musikverkäufe (Land/Region, Auszeichnung, Verkäufe) | Verkäufe |
| ----------------- | ---------------------------------------------------------------------- | -------- |
| Neuseeland (RMNZ) | Platin                                                                 | 15.000   |
| Insgesamt         | 1× Platin ·                                                            | 15.000   |

## Auszeichnungen nach Singles

### Stoner
| Land/Region               | Auszeichnungen für Musikverkäufe (Land/Region, Auszeichnung, Verkäufe) | Verkäufe |
| ------------------------- | ---------------------------------------------------------------------- | -------- |
| Vereinigte Staaten (RIAA) | Gold                                                                   | 500.000  |
| Insgesamt                 | 1× Gold ·                                                              | 500.000  |

### Hookah
| Land/Region               | Auszeichnungen für Musikverkäufe (Land/Region, Auszeichnung, Verkäufe) | Verkäufe  |
| ------------------------- | ---------------------------------------------------------------------- | --------- |
| Vereinigte Staaten (RIAA) | Platin                                                                 | 1.000.000 |
| Insgesamt                 | 1× Platin ·                                                            | 1.000.000 |

### About the Money
| Land/Region               | Auszeichnungen für Musikverkäufe (Land/Region, Auszeichnung, Verkäufe) | Verkäufe |
| ------------------------- | ---------------------------------------------------------------------- | -------- |
| Vereinigte Staaten (RIAA) | Gold                                                                   | 500.000  |
| Insgesamt                 | 1× Gold ·                                                              | 500.000  |

### Lifestyle
| Land/Region               | Auszeichnungen für Musikverkäufe (Land/Region, Auszeichnung, Verkäufe) | Verkäufe  |
| ------------------------- | ---------------------------------------------------------------------- | --------- |
| Brasilien (PMB)           | Gold                                                                   | 30.000    |
| Neuseeland (RMNZ)         | Platin                                                                 | 30.000    |
| Vereinigte Staaten (RIAA) | Platin                                                                 | 1.000.000 |
| Insgesamt                 | 1× Gold · 2× Platin ·                                                  | 1.060.000 |

### Old English
| Land/Region               | Auszeichnungen für Musikverkäufe (Land/Region, Auszeichnung, Verkäufe) | Verkäufe |
| ------------------------- | ---------------------------------------------------------------------- | -------- |
| Vereinigte Staaten (RIAA) | Gold                                                                   | 500.000  |
| Insgesamt                 | 1× Gold ·                                                              | 500.000  |

### Mamacita
| Land/Region               | Auszeichnungen für Musikverkäufe (Land/Region, Auszeichnung, Verkäufe) | Verkäufe  |
| ------------------------- | ---------------------------------------------------------------------- | --------- |
| Kanada (MC)               | Platin                                                                 | 80.000    |
| Vereinigte Staaten (RIAA) | Platin                                                                 | 1.000.000 |
| Insgesamt                 | 2× Platin ·                                                            | 1.080.000 |

### Throw Sum Mo
| Land/Region               | Auszeichnungen für Musikverkäufe (Land/Region, Auszeichnung, Verkäufe) | Verkäufe  |
| ------------------------- | ---------------------------------------------------------------------- | --------- |
| Brasilien (PMB)           | Gold                                                                   | 30.000    |
| Vereinigte Staaten (RIAA) | 3× Platin                                                              | 3.000.000 |
| Insgesamt                 | 1× Gold · 3× Platin ·                                                  | 3.030.000 |

### Check
| Land/Region               | Auszeichnungen für Musikverkäufe (Land/Region, Auszeichnung, Verkäufe) | Verkäufe  |
| ------------------------- | ---------------------------------------------------------------------- | --------- |
| Kanada (MC)               | Gold                                                                   | 40.000    |
| Vereinigte Staaten (RIAA) | Platin                                                                 | 1.000.000 |
| Insgesamt                 | 1× Gold · 1× Platin ·                                                  | 1.040.000 |

### Hercules
| Land/Region               | Auszeichnungen für Musikverkäufe (Land/Region, Auszeichnung, Verkäufe) | Verkäufe |
| ------------------------- | ---------------------------------------------------------------------- | -------- |
| Vereinigte Staaten (RIAA) | Gold                                                                   | 500.000  |
| Insgesamt                 | 1× Gold ·                                                              | 500.000  |

### Best Friend
| Land/Region               | Auszeichnungen für Musikverkäufe (Land/Region, Auszeichnung, Verkäufe) | Verkäufe  |
| ------------------------- | ---------------------------------------------------------------------- | --------- |
| Vereinigte Staaten (RIAA) | Platin                                                                 | 1.000.000 |
| Insgesamt                 | × Gold · 1× Platin ·                                                   | 1.000.000 |

### I Know There’s Gonna Be (Good Times)
| Land/Region                  | Auszeichnungen für Musikverkäufe (Land/Region, Auszeichnung, Verkäufe) | Verkäufe |
| ---------------------------- | ---------------------------------------------------------------------- | -------- |
| Kanada (MC)                  | Platin                                                                 | 80.000   |
| Vereinigte Staaten (RIAA)    | Gold                                                                   | 500.000  |
| Vereinigtes Königreich (BPI) | Gold                                                                   | 400.000  |
| Insgesamt                    | 2× Gold · 1× Platin ·                                                  | 980.000  |

### Pick Up the Phone
| Land/Region                  | Auszeichnungen für Musikverkäufe (Land/Region, Auszeichnung, Verkäufe) | Verkäufe  |
| ---------------------------- | ---------------------------------------------------------------------- | --------- |
| Brasilien (PMB)              | Gold                                                                   | 30.000    |
| Dänemark (IFPI)              | Gold                                                                   | 45.000    |
| Frankreich (SNEP)            | Platin                                                                 | 200.000   |
| Italien (FIMI)               | Gold                                                                   | 25.000    |
| Kanada (MC)                  | 3× Platin                                                              | 240.000   |
| Neuseeland (RMNZ)            | 2× Platin                                                              | 60.000    |
| Polen (ZPAV)                 | Gold                                                                   | 25.000    |
| Schweden (IFPI)              | Gold                                                                   | 20.000    |
| Vereinigte Staaten (RIAA)    | 5× Platin                                                              | 5.000.000 |
| Vereinigtes Königreich (BPI) | Platin                                                                 | 600.000   |
| Insgesamt                    | 5× Gold · 12× Platin ·                                                 | 6.245.000 |

### No Limit
| Land/Region               | Auszeichnungen für Musikverkäufe (Land/Region, Auszeichnung, Verkäufe) | Verkäufe  |
| ------------------------- | ---------------------------------------------------------------------- | --------- |
| Australien (ARIA)         | Gold                                                                   | 35.000    |
| Kanada (MC)               | Gold                                                                   | 40.000    |
| Vereinigte Staaten (RIAA) | 2× Platin                                                              | 2.000.000 |
| Insgesamt                 | 2× Gold · 2× Platin ·                                                  | 2.075.000 |

### Guwop
| Land/Region               | Auszeichnungen für Musikverkäufe (Land/Region, Auszeichnung, Verkäufe) | Verkäufe  |
| ------------------------- | ---------------------------------------------------------------------- | --------- |
| Kanada (MC)               | Gold                                                                   | 40.000    |
| Vereinigte Staaten (RIAA) | Platin                                                                 | 1.000.000 |
| Insgesamt                 | 1× Gold · 1× Platin ·                                                  | 1.040.000 |

### Wyclef Jean
| Land/Region               | Auszeichnungen für Musikverkäufe (Land/Region, Auszeichnung, Verkäufe) | Verkäufe  |
| ------------------------- | ---------------------------------------------------------------------- | --------- |
| Kanada (MC)               | Platin                                                                 | 80.000    |
| Neuseeland (RMNZ)         | Gold                                                                   | 15.000    |
| Vereinigte Staaten (RIAA) | Platin                                                                 | 1.000.000 |
| Insgesamt                 | 1× Gold · 2× Platin ·                                                  | 1.095.000 |

### Gang Up
| Land/Region               | Auszeichnungen für Musikverkäufe (Land/Region, Auszeichnung, Verkäufe) | Verkäufe |
| ------------------------- | ---------------------------------------------------------------------- | -------- |
| Vereinigte Staaten (RIAA) | Gold                                                                   | 500.000  |
| Insgesamt                 | 1× Gold ·                                                              | 500.000  |

### Heatstroke
| Land/Region                  | Auszeichnungen für Musikverkäufe (Land/Region, Auszeichnung, Verkäufe) | Verkäufe |
| ---------------------------- | ---------------------------------------------------------------------- | -------- |
| Australien (ARIA)            | Platin                                                                 | 70.000   |
| Kanada (MC)                  | Gold                                                                   | 40.000   |
| Mexiko (AMPROFON)            | Gold                                                                   | 30.000   |
| Neuseeland (RMNZ)            | Platin                                                                 | 30.000   |
| Vereinigte Staaten (RIAA)    | Gold                                                                   | 500.000  |
| Vereinigtes Königreich (BPI) | Silber                                                                 | 200.000  |
| Insgesamt                    | 1× Silber · 3× Gold · 2× Platin ·                                      | 870.000  |

### Havana
| Land/Region                  | Auszeichnungen für Musikverkäufe (Land/Region, Auszeichnung, Verkäufe) | Verkäufe   |
| ---------------------------- | ---------------------------------------------------------------------- | ---------- |
| Australien (ARIA)            | 10× Platin                                                             | 700.000    |
| Belgien (BRMA)               | 2× Platin                                                              | 60.000     |
| Brasilien (PMB)              | 3× Diamant                                                             | 480.000    |
| Chile (IFPI)                 | Gold                                                                   | 40.000     |
| Dänemark (IFPI)              | 3× Platin                                                              | 270.000    |
| Deutschland (BVMI)           | Diamant                                                                | 1.000.000  |
| Frankreich (SNEP)            | Diamant                                                                | 233.333    |
| Irland (IRMA)                | Platin                                                                 | 15.000     |
| Italien (FIMI)               | 4× Platin                                                              | 200.000    |
| Kanada (MC)                  | Diamant                                                                | 800.000    |
| Mexiko (AMPROFON)            | Diamant · + 3× Platin                                                  | 480.000    |
| Neuseeland (RMNZ)            | 7× Platin                                                              | 210.000    |
| Norwegen (IFPI)              | 2× Platin                                                              | 120.000    |
| Österreich (IFPI)            | 2× Platin                                                              | 60.000     |
| Peru (UNIMPRO)               | Gold                                                                   | 3.000      |
| Polen (ZPAV)                 | Diamant                                                                | 100.000    |
| Portugal (AFP)               | 4× Platin                                                              | 40.000     |
| Schweden (IFPI)              | 5× Platin                                                              | 400.000    |
| Schweiz (IFPI)               | 7× Platin                                                              | 140.000    |
| Spanien (Promusicae)         | 4× Platin                                                              | 240.000    |
| Vereinigte Staaten (RIAA)    | Diamant                                                                | 10.000.000 |
| Vereinigtes Königreich (BPI) | 4× Platin                                                              | 2.490.000  |
| Insgesamt                    | 2× Gold · 57× Platin · 9× Diamant ·                                    | 18.981.333 |

### High End
| Land/Region               | Auszeichnungen für Musikverkäufe (Land/Region, Auszeichnung, Verkäufe) | Verkäufe |
| ------------------------- | ---------------------------------------------------------------------- | -------- |
| Vereinigte Staaten (RIAA) | Gold                                                                   | 500.000  |
| Insgesamt                 | 1× Gold ·                                                              | 500.000  |

### Patek Water
| Land/Region               | Auszeichnungen für Musikverkäufe (Land/Region, Auszeichnung, Verkäufe) | Verkäufe |
| ------------------------- | ---------------------------------------------------------------------- | -------- |
| Kanada (MC)               | Platin                                                                 | 80.000   |
| Vereinigte Staaten (RIAA) | Gold                                                                   | 500.000  |
| Insgesamt                 | 1× Gold · 1× Platin ·                                                  | 580.000  |

### Anybody
| Land/Region               | Auszeichnungen für Musikverkäufe (Land/Region, Auszeichnung, Verkäufe) | Verkäufe |
| ------------------------- | ---------------------------------------------------------------------- | -------- |
| Vereinigte Staaten (RIAA) | Gold                                                                   | 500.000  |
| Insgesamt                 | 1× Gold ·                                                              | 500.000  |

### 3 Headed Snake
| Land/Region               | Auszeichnungen für Musikverkäufe (Land/Region, Auszeichnung, Verkäufe) | Verkäufe |
| ------------------------- | ---------------------------------------------------------------------- | -------- |
| Vereinigte Staaten (RIAA) | Gold                                                                   | 500.000  |
| Insgesamt                 | 1× Gold ·                                                              | 500.000  |

### The London
| Land/Region                  | Auszeichnungen für Musikverkäufe (Land/Region, Auszeichnung, Verkäufe) | Verkäufe  |
| ---------------------------- | ---------------------------------------------------------------------- | --------- |
| Australien (ARIA)            | Platin                                                                 | 70.000    |
| Dänemark (IFPI)              | Platin                                                                 | 90.000    |
| Frankreich (SNEP)            | Gold                                                                   | 100.000   |
| Italien (FIMI)               | Gold                                                                   | 35.000    |
| Kanada (MC)                  | 2× Platin                                                              | 160.000   |
| Neuseeland (RMNZ)            | 2× Platin                                                              | 60.000    |
| Polen (ZPAV)                 | Gold                                                                   | 25.000    |
| Portugal (AFP)               | Platin                                                                 | 10.000    |
| Vereinigte Staaten (RIAA)    | 3× Platin                                                              | 3.000.000 |
| Vereinigtes Königreich (BPI) | Platin                                                                 | 600.000   |
| Insgesamt                    | 3× Gold · 11× Platin ·                                                 | 4.150.000 |

### Goodbyes
| Land/Region                  | Auszeichnungen für Musikverkäufe (Land/Region, Auszeichnung, Verkäufe) | Verkäufe  |
| ---------------------------- | ---------------------------------------------------------------------- | --------- |
| Australien (ARIA)            | 6× Platin                                                              | 420.000   |
| Belgien (BRMA)               | Gold                                                                   | 20.000    |
| Brasilien (PMB)              | 2× Diamant                                                             | 320.000   |
| Dänemark (IFPI)              | Platin                                                                 | 90.000    |
| Deutschland (BVMI)           | Gold                                                                   | 200.000   |
| Frankreich (SNEP)            | Platin                                                                 | 200.000   |
| Italien (FIMI)               | Platin                                                                 | 70.000    |
| Kanada (MC)                  | 7× Platin                                                              | 560.000   |
| Neuseeland (RMNZ)            | 3× Platin                                                              | 90.000    |
| Polen (ZPAV)                 | Platin                                                                 | 50.000    |
| Portugal (AFP)               | 2× Platin                                                              | 20.000    |
| Spanien (Promusicae)         | Gold                                                                   | 30.000    |
| Vereinigte Staaten (RIAA)    | 3× Platin                                                              | 3.000.000 |
| Vereinigtes Königreich (BPI) | Platin                                                                 | 600.000   |
| Insgesamt                    | 3× Gold · 26× Platin · 2× Diamant ·                                    | 5.670.000 |

### Hot
| Land/Region                  | Auszeichnungen für Musikverkäufe (Land/Region, Auszeichnung, Verkäufe) | Verkäufe  |
| ---------------------------- | ---------------------------------------------------------------------- | --------- |
| Dänemark (IFPI)              | Gold                                                                   | 45.000    |
| Frankreich (SNEP)            | Gold                                                                   | 100.000   |
| Italien (FIMI)               | Gold                                                                   | 50.000    |
| Kanada (MC)                  | Gold                                                                   | 40.000    |
| Neuseeland (RMNZ)            | Platin                                                                 | 30.000    |
| Polen (ZPAV)                 | Gold                                                                   | 25.000    |
| Portugal (AFP)               | Gold                                                                   | 5.000     |
| Vereinigte Staaten (RIAA)    | Platin                                                                 | 1.000.000 |
| Vereinigtes Königreich (BPI) | Gold                                                                   | 400.000   |
| Insgesamt                    | 7× Gold · 2× Platin ·                                                  | 1.695.000 |

### Out West
| Land/Region                  | Auszeichnungen für Musikverkäufe (Land/Region, Auszeichnung, Verkäufe) | Verkäufe  |
| ---------------------------- | ---------------------------------------------------------------------- | --------- |
| Dänemark (IFPI)              | Gold                                                                   | 45.000    |
| Frankreich (SNEP)            | Gold                                                                   | 100.000   |
| Griechenland (IFPI)          | Platin                                                                 | 20.000    |
| Italien (FIMI)               | Gold                                                                   | 35.000    |
| Kanada (MC)                  | Platin                                                                 | 80.000    |
| Mexiko (AMPROFON)            | Gold                                                                   | 30.000    |
| Polen (ZPAV)                 | Platin                                                                 | 50.000    |
| Portugal (AFP)               | Gold                                                                   | 5.000     |
| Vereinigte Staaten (RIAA)    | 3× Platin                                                              | 3.000.000 |
| Vereinigtes Königreich (BPI) | Silber                                                                 | 200.000   |
| Insgesamt                    | 1× Silber · 5× Gold · 6× Platin ·                                      | 3.565.000 |

### Go Crazy
| Land/Region                  | Auszeichnungen für Musikverkäufe (Land/Region, Auszeichnung, Verkäufe) | Verkäufe  |
| ---------------------------- | ---------------------------------------------------------------------- | --------- |
| Australien (ARIA)            | 2× Platin                                                              | 140.000   |
| Dänemark (IFPI)              | Platin                                                                 | 90.000    |
| Frankreich (SNEP)            | Gold                                                                   | 100.000   |
| Kanada (MC)                  | 2× Platin                                                              | 160.000   |
| Neuseeland (RMNZ)            | 5× Platin                                                              | 150.000   |
| Portugal (AFP)               | Platin                                                                 | 10.000    |
| Schweiz (IFPI)               | Gold                                                                   | 10.000    |
| Südafrika (RISA)             | Platin                                                                 | 20.000    |
| Vereinigte Staaten (RIAA)    | 6× Platin                                                              | 6.000.000 |
| Vereinigtes Königreich (BPI) | Platin                                                                 | 600.000   |
| Insgesamt                    | 2× Gold · 19× Platin ·                                                 | 7.280.000 |

### Blind
| Land/Region               | Auszeichnungen für Musikverkäufe (Land/Region, Auszeichnung, Verkäufe) | Verkäufe |
| ------------------------- | ---------------------------------------------------------------------- | -------- |
| Neuseeland (RMNZ)         | Gold                                                                   | 15.000   |
| Vereinigte Staaten (RIAA) | Gold                                                                   | 500.000  |
| Insgesamt                 | 2× Gold ·                                                              | 515.000  |

### Franchise
| Land/Region                  | Auszeichnungen für Musikverkäufe (Land/Region, Auszeichnung, Verkäufe) | Verkäufe  |
| ---------------------------- | ---------------------------------------------------------------------- | --------- |
| Brasilien (PMB)              | 2× Platin                                                              | 80.000    |
| Kanada (MC)                  | Gold                                                                   | 40.000    |
| Polen (ZPAV)                 | Platin                                                                 | 50.000    |
| Vereinigte Staaten (RIAA)    | 2× Platin                                                              | 2.000.000 |
| Vereinigtes Königreich (BPI) | Silber                                                                 | 200.000   |
| Insgesamt                    | 1× Silber · 1× Gold · 5× Platin ·                                      | 2.370.000 |

### Don’t Stop
| Land/Region               | Auszeichnungen für Musikverkäufe (Land/Region, Auszeichnung, Verkäufe) | Verkäufe  |
| ------------------------- | ---------------------------------------------------------------------- | --------- |
| Vereinigte Staaten (RIAA) | Platin                                                                 | 1.000.000 |
| Insgesamt                 | 1× Platin ·                                                            | 1.000.000 |

### Stay Down
| Land/Region               | Auszeichnungen für Musikverkäufe (Land/Region, Auszeichnung, Verkäufe) | Verkäufe  |
| ------------------------- | ---------------------------------------------------------------------- | --------- |
| Vereinigte Staaten (RIAA) | Platin                                                                 | 1.000.000 |
| Insgesamt                 | 1× Platin ·                                                            | 1.000.000 |

### Bad Boy
| Land/Region | Auszeichnungen für Musikverkäufe (Land/Region, Auszeichnung, Verkäufe) | Verkäufe |
| ----------- | ---------------------------------------------------------------------- | -------- |
| Kanada (MC) | Gold                                                                   | 40.000   |
| Insgesamt   | 1× Gold ·                                                              | 40.000   |

### That Go!
| Land/Region               | Auszeichnungen für Musikverkäufe (Land/Region, Auszeichnung, Verkäufe) | Verkäufe |
| ------------------------- | ---------------------------------------------------------------------- | -------- |
| Vereinigte Staaten (RIAA) | Gold                                                                   | 500.000  |
| Insgesamt                 | 1× Gold ·                                                              | 500.000  |

### Way 2 Sexy
| Land/Region                  | Auszeichnungen für Musikverkäufe (Land/Region, Auszeichnung, Verkäufe) | Verkäufe |
| ---------------------------- | ---------------------------------------------------------------------- | -------- |
| Australien (ARIA)            | Platin                                                                 | 70.000   |
| Brasilien (PMB)              | Platin                                                                 | 40.000   |
| Frankreich (SNEP)            | Gold                                                                   | 100.000  |
| Griechenland (IFPI)          | Gold                                                                   | 10.000   |
| Italien (FIMI)               | Gold                                                                   | 50.000   |
| Polen (ZPAV)                 | Gold                                                                   | 25.000   |
| Portugal (AFP)               | Gold                                                                   | 5.000    |
| Vereinigtes Königreich (BPI) | Gold                                                                   | 400.000  |
| Insgesamt                    | 6× Gold · 2× Platin ·                                                  | 700.000  |

### Pushin P
| Land/Region                  | Auszeichnungen für Musikverkäufe (Land/Region, Auszeichnung, Verkäufe) | Verkäufe  |
| ---------------------------- | ---------------------------------------------------------------------- | --------- |
| Kanada (MC)                  | 2× Platin                                                              | 160.000   |
| Österreich (IFPI)            | Gold                                                                   | 15.000    |
| Schweiz (IFPI)               | Gold                                                                   | 10.000    |
| Südafrika (RISA)             | Platin                                                                 | 40.000    |
| Vereinigte Staaten (RIAA)    | 2× Platin                                                              | 2.000.000 |
| Vereinigtes Königreich (BPI) | Silber                                                                 | 200.000   |
| Insgesamt                    | 1× Silber · 2× Gold · 5× Platin ·                                      | 2.425.000 |

### Potion
| Land/Region                  | Auszeichnungen für Musikverkäufe (Land/Region, Auszeichnung, Verkäufe) | Verkäufe |
| ---------------------------- | ---------------------------------------------------------------------- | -------- |
| Australien (ARIA)            | Gold                                                                   | 35.000   |
| Kanada (MC)                  | Gold                                                                   | 40.000   |
| Vereinigte Staaten (RIAA)    | Gold                                                                   | 500.000  |
| Vereinigtes Königreich (BPI) | Silber                                                                 | 200.000  |
| Insgesamt                    | 1× Silber · 3× Gold ·                                                  | 775.000  |

### My Wrist
| Land/Region               | Auszeichnungen für Musikverkäufe (Land/Region, Auszeichnung, Verkäufe) | Verkäufe |
| ------------------------- | ---------------------------------------------------------------------- | -------- |
| Vereinigte Staaten (RIAA) | Gold                                                                   | 500.000  |
| Insgesamt                 | 1× Gold ·                                                              | 500.000  |

## Auszeichnungen nach Liedern

### With That
| Land/Region               | Auszeichnungen für Musikverkäufe (Land/Region, Auszeichnung, Verkäufe) | Verkäufe  |
| ------------------------- | ---------------------------------------------------------------------- | --------- |
| Vereinigte Staaten (RIAA) | Platin                                                                 | 1.000.000 |
| Insgesamt                 | 1× Platin ·                                                            | 1.000.000 |

### Maria I’m Drunk
| Land/Region               | Auszeichnungen für Musikverkäufe (Land/Region, Auszeichnung, Verkäufe) | Verkäufe  |
| ------------------------- | ---------------------------------------------------------------------- | --------- |
| Vereinigte Staaten (RIAA) | Platin                                                                 | 1.000.000 |
| Insgesamt                 | 1× Platin ·                                                            | 1.000.000 |

### Memo
| Land/Region               | Auszeichnungen für Musikverkäufe (Land/Region, Auszeichnung, Verkäufe) | Verkäufe |
| ------------------------- | ---------------------------------------------------------------------- | -------- |
| Vereinigte Staaten (RIAA) | Gold                                                                   | 500.000  |
| Insgesamt                 | 1× Gold ·                                                              | 500.000  |

### With Them
| Land/Region               | Auszeichnungen für Musikverkäufe (Land/Region, Auszeichnung, Verkäufe) | Verkäufe |
| ------------------------- | ---------------------------------------------------------------------- | -------- |
| Vereinigte Staaten (RIAA) | Gold                                                                   | 500.000  |
| Insgesamt                 | 1× Gold ·                                                              | 500.000  |

### Digits
| Land/Region                  | Auszeichnungen für Musikverkäufe (Land/Region, Auszeichnung, Verkäufe) | Verkäufe  |
| ---------------------------- | ---------------------------------------------------------------------- | --------- |
| Kanada (MC)                  | Platin                                                                 | 80.000    |
| Vereinigte Staaten (RIAA)    | 2× Platin                                                              | 2.000.000 |
| Vereinigtes Königreich (BPI) | Silber                                                                 | 200.000   |
| Insgesamt                    | 1× Silber · 3× Platin ·                                                | 2.280.000 |

### Sacrifices
| Land/Region                  | Auszeichnungen für Musikverkäufe (Land/Region, Auszeichnung, Verkäufe) | Verkäufe |
| ---------------------------- | ---------------------------------------------------------------------- | -------- |
| Vereinigtes Königreich (BPI) | Silber                                                                 | 200.000  |
| Insgesamt                    | 1× Silber ·                                                            | 200.000  |

### Daddy’s Birthday
| Land/Region               | Auszeichnungen für Musikverkäufe (Land/Region, Auszeichnung, Verkäufe) | Verkäufe |
| ------------------------- | ---------------------------------------------------------------------- | -------- |
| Vereinigte Staaten (RIAA) | Gold                                                                   | 500.000  |
| Insgesamt                 | 1× Gold ·                                                              | 500.000  |

### Relationship
| Land/Region                  | Auszeichnungen für Musikverkäufe (Land/Region, Auszeichnung, Verkäufe) | Verkäufe  |
| ---------------------------- | ---------------------------------------------------------------------- | --------- |
| Kanada (MC)                  | 2× Platin                                                              | 160.000   |
| Neuseeland (RMNZ)            | Gold                                                                   | 15.000    |
| Vereinigte Staaten (RIAA)    | 2× Platin                                                              | 2.000.000 |
| Vereinigtes Königreich (BPI) | Silber                                                                 | 200.000   |
| Insgesamt                    | 1× Silber · 1× Gold · 4× Platin ·                                      | 2.375.000 |

### We Ball
| Land/Region               | Auszeichnungen für Musikverkäufe (Land/Region, Auszeichnung, Verkäufe) | Verkäufe |
| ------------------------- | ---------------------------------------------------------------------- | -------- |
| Vereinigte Staaten (RIAA) | Gold                                                                   | 500.000  |
| Insgesamt                 | 1× Gold ·                                                              | 500.000  |

### No Cap
| Land/Region               | Auszeichnungen für Musikverkäufe (Land/Region, Auszeichnung, Verkäufe) | Verkäufe |
| ------------------------- | ---------------------------------------------------------------------- | -------- |
| Vereinigte Staaten (RIAA) | Gold                                                                   | 500.000  |
| Insgesamt                 | 1× Gold ·                                                              | 500.000  |

### All da Smoke
| Land/Region               | Auszeichnungen für Musikverkäufe (Land/Region, Auszeichnung, Verkäufe) | Verkäufe |
| ------------------------- | ---------------------------------------------------------------------- | -------- |
| Vereinigte Staaten (RIAA) | Gold                                                                   | 500.000  |
| Insgesamt                 | 1× Gold ·                                                              | 500.000  |

### Rondo
| Land/Region               | Auszeichnungen für Musikverkäufe (Land/Region, Auszeichnung, Verkäufe) | Verkäufe |
| ------------------------- | ---------------------------------------------------------------------- | -------- |
| Vereinigte Staaten (RIAA) | Gold                                                                   | 500.000  |
| Insgesamt                 | 1× Gold ·                                                              | 500.000  |

### Sin
| Land/Region               | Auszeichnungen für Musikverkäufe (Land/Region, Auszeichnung, Verkäufe) | Verkäufe |
| ------------------------- | ---------------------------------------------------------------------- | -------- |
| Kanada (MC)               | Gold                                                                   | 40.000   |
| Vereinigte Staaten (RIAA) | Gold                                                                   | 500.000  |
| Insgesamt                 | 2× Gold ·                                                              | 540.000  |

### Forever Ever
| Land/Region               | Auszeichnungen für Musikverkäufe (Land/Region, Auszeichnung, Verkäufe) | Verkäufe |
| ------------------------- | ---------------------------------------------------------------------- | -------- |
| Vereinigte Staaten (RIAA) | Gold                                                                   | 500.000  |
| Insgesamt                 | 1× Gold ·                                                              | 500.000  |

### Lesbian
| Land/Region | Auszeichnungen für Musikverkäufe (Land/Region, Auszeichnung, Verkäufe) | Verkäufe |
| ----------- | ---------------------------------------------------------------------- | -------- |
| Kanada (MC) | Gold                                                                   | 40.000   |
| Insgesamt   | 1× Gold ·                                                              | 40.000   |

### Chanel (Go Get It)
| Land/Region                  | Auszeichnungen für Musikverkäufe (Land/Region, Auszeichnung, Verkäufe) | Verkäufe  |
| ---------------------------- | ---------------------------------------------------------------------- | --------- |
| Kanada (MC)                  | Platin                                                                 | 80.000    |
| Vereinigte Staaten (RIAA)    | Platin                                                                 | 1.000.000 |
| Vereinigtes Königreich (BPI) | Silber                                                                 | 200.000   |
| Insgesamt                    | 1× Silber · 2× Platin ·                                                | 1.280.000 |

### Just Like Me
| Land/Region                  | Auszeichnungen für Musikverkäufe (Land/Region, Auszeichnung, Verkäufe) | Verkäufe  |
| ---------------------------- | ---------------------------------------------------------------------- | --------- |
| Kanada (MC)                  | Platin                                                                 | 80.000    |
| Vereinigte Staaten (RIAA)    | Platin                                                                 | 1.000.000 |
| Vereinigtes Königreich (BPI) | Silber                                                                 | 200.000   |
| Insgesamt                    | 1× Silber · 2× Platin ·                                                | 1.280.000 |

### On God
| Land/Region               | Auszeichnungen für Musikverkäufe (Land/Region, Auszeichnung, Verkäufe) | Verkäufe |
| ------------------------- | ---------------------------------------------------------------------- | -------- |
| Vereinigte Staaten (RIAA) | Gold                                                                   | 500.000  |
| Insgesamt                 | 1× Gold ·                                                              | 500.000  |

### Feels
| Land/Region                  | Auszeichnungen für Musikverkäufe (Land/Region, Auszeichnung, Verkäufe) | Verkäufe |
| ---------------------------- | ---------------------------------------------------------------------- | -------- |
| Vereinigtes Königreich (BPI) | Silber                                                                 | 200.000  |
| Insgesamt                    | 1× Silber ·                                                            | 200.000  |

### Chariot
| Land/Region               | Auszeichnungen für Musikverkäufe (Land/Region, Auszeichnung, Verkäufe) | Verkäufe |
| ------------------------- | ---------------------------------------------------------------------- | -------- |
| Vereinigte Staaten (RIAA) | Gold                                                                   | 500.000  |
| Insgesamt                 | 1× Gold ·                                                              | 500.000  |

### Bad Bad Bad
| Land/Region                  | Auszeichnungen für Musikverkäufe (Land/Region, Auszeichnung, Verkäufe) | Verkäufe  |
| ---------------------------- | ---------------------------------------------------------------------- | --------- |
| Kanada (MC)                  | Gold                                                                   | 40.000    |
| Vereinigte Staaten (RIAA)    | Platin                                                                 | 1.000.000 |
| Vereinigtes Königreich (BPI) | Silber                                                                 | 200.000   |
| Insgesamt                    | 1× Silber · 1× Gold · 1× Platin ·                                      | 1.240.000 |

### What’s the Move
| Land/Region               | Auszeichnungen für Musikverkäufe (Land/Region, Auszeichnung, Verkäufe) | Verkäufe  |
| ------------------------- | ---------------------------------------------------------------------- | --------- |
| Vereinigte Staaten (RIAA) | Platin                                                                 | 1.000.000 |
| Insgesamt                 | 1× Platin ·                                                            | 1.000.000 |

### Surf
| Land/Region               | Auszeichnungen für Musikverkäufe (Land/Region, Auszeichnung, Verkäufe) | Verkäufe |
| ------------------------- | ---------------------------------------------------------------------- | -------- |
| Vereinigte Staaten (RIAA) | Gold                                                                   | 500.000  |
| Insgesamt                 | 1× Gold ·                                                              | 500.000  |

### Might Not Give Up
| Land/Region | Auszeichnungen für Musikverkäufe (Land/Region, Auszeichnung, Verkäufe) | Verkäufe |
| ----------- | ---------------------------------------------------------------------- | -------- |
| Kanada (MC) | Gold                                                                   | 40.000   |
| Insgesamt   | 1× Gold ·                                                              | 40.000   |

### We Should
| Land/Region               | Auszeichnungen für Musikverkäufe (Land/Region, Auszeichnung, Verkäufe) | Verkäufe |
| ------------------------- | ---------------------------------------------------------------------- | -------- |
| Vereinigte Staaten (RIAA) | Gold                                                                   | 500.000  |
| Insgesamt                 | 1× Gold ·                                                              | 500.000  |

### City Girls
| Land/Region               | Auszeichnungen für Musikverkäufe (Land/Region, Auszeichnung, Verkäufe) | Verkäufe |
| ------------------------- | ---------------------------------------------------------------------- | -------- |
| Vereinigte Staaten (RIAA) | Gold                                                                   | 500.000  |
| Insgesamt                 | 1× Gold ·                                                              | 500.000  |

### Dance With Me
| Land/Region               | Auszeichnungen für Musikverkäufe (Land/Region, Auszeichnung, Verkäufe) | Verkäufe |
| ------------------------- | ---------------------------------------------------------------------- | -------- |
| Kanada (MC)               | 2× Platin                                                              | 160.000  |
| Vereinigte Staaten (RIAA) | Gold                                                                   | 500.000  |
| Insgesamt                 | 1× Gold · 2× Platin ·                                                  | 660.000  |

### Dollaz on My Head
| Land/Region                  | Auszeichnungen für Musikverkäufe (Land/Region, Auszeichnung, Verkäufe) | Verkäufe  |
| ---------------------------- | ---------------------------------------------------------------------- | --------- |
| Kanada (MC)                  | 3× Platin                                                              | 240.000   |
| Südafrika (RISA)             | Gold                                                                   | 20.000    |
| Vereinigte Staaten (RIAA)    | 3× Platin                                                              | 3.000.000 |
| Vereinigtes Königreich (BPI) | Silber                                                                 | 200.000   |
| Insgesamt                    | 1× Silber · 1× Gold · 6× Platin ·                                      | 3.460.000 |

### Paranoia
| Land/Region     | Auszeichnungen für Musikverkäufe (Land/Region, Auszeichnung, Verkäufe) | Verkäufe |
| --------------- | ---------------------------------------------------------------------- | -------- |
| Brasilien (PMB) | Gold                                                                   | 20.000   |
| Dänemark (IFPI) | Gold                                                                   | 45.000   |
| Insgesamt       | 2× Gold ·                                                              | 65.000   |

### Rich N***a S**t
| Land/Region                  | Auszeichnungen für Musikverkäufe (Land/Region, Auszeichnung, Verkäufe) | Verkäufe  |
| ---------------------------- | ---------------------------------------------------------------------- | --------- |
| Brasilien (PMB)              | Platin                                                                 | 40.000    |
| Vereinigte Staaten (RIAA)    | 3× Platin                                                              | 3.000.000 |
| Vereinigtes Königreich (BPI) | Silber                                                                 | 200.000   |
| Insgesamt                    | 1× Silber · 4× Platin ·                                                | 3.240.000 |

### Solid
| Land/Region                  | Auszeichnungen für Musikverkäufe (Land/Region, Auszeichnung, Verkäufe) | Verkäufe |
| ---------------------------- | ---------------------------------------------------------------------- | -------- |
| Südafrika (RISA)             | Gold                                                                   | 20.000   |
| Vereinigte Staaten (RIAA)    | Gold                                                                   | 500.000  |
| Vereinigtes Königreich (BPI) | Silber                                                                 | 200.000  |
| Insgesamt                    | 1× Silber · 2× Gold ·                                                  | 720.000  |

### Ski
| Land/Region               | Auszeichnungen für Musikverkäufe (Land/Region, Auszeichnung, Verkäufe) | Verkäufe |
| ------------------------- | ---------------------------------------------------------------------- | -------- |
| Vereinigte Staaten (RIAA) | Gold                                                                   | 500.000  |
| Insgesamt                 | 1× Gold ·                                                              | 500.000  |

### Payday
| Land/Region     | Auszeichnungen für Musikverkäufe (Land/Region, Auszeichnung, Verkäufe) | Verkäufe |
| --------------- | ---------------------------------------------------------------------- | -------- |
| Brasilien (PMB) | Gold                                                                   | 20.000   |
| Insgesamt       | 1× Gold ·                                                              | 20.000   |

### Never Hating
| Land/Region               | Auszeichnungen für Musikverkäufe (Land/Region, Auszeichnung, Verkäufe) | Verkäufe |
| ------------------------- | ---------------------------------------------------------------------- | -------- |
| Vereinigte Staaten (RIAA) | Gold                                                                   | 500.000  |
| Insgesamt                 | 1× Gold ·                                                              | 500.000  |

### Trance
| Land/Region                  | Auszeichnungen für Musikverkäufe (Land/Region, Auszeichnung, Verkäufe) | Verkäufe  |
| ---------------------------- | ---------------------------------------------------------------------- | --------- |
| Australien (ARIA)            | Platin                                                                 | 70.000    |
| Brasilien (PMB)              | 2× Platin                                                              | 80.000    |
| Dänemark (IFPI)              | Gold                                                                   | 45.000    |
| Frankreich (SNEP)            | Platin                                                                 | 200.000   |
| Griechenland (IFPI)          | Platin                                                                 | 20.000    |
| Italien (FIMI)               | Gold                                                                   | 50.000    |
| Kanada (MC)                  | Platin                                                                 | 80.000    |
| Polen (ZPAV)                 | 2× Platin                                                              | 100.000   |
| Portugal (AFP)               | Platin                                                                 | 10.000    |
| Spanien (Promusicae)         | Gold                                                                   | 30.000    |
| Vereinigte Staaten (RIAA)    | Platin                                                                 | 1.000.000 |
| Vereinigtes Königreich (BPI) | Gold                                                                   | 400.000   |
| Insgesamt                    | 4× Gold · 10× Platin ·                                                 | 2.085.000 |

### Metro Spider
| Land/Region | Auszeichnungen für Musikverkäufe (Land/Region, Auszeichnung, Verkäufe) | Verkäufe |
| ----------- | ---------------------------------------------------------------------- | -------- |
| Kanada (MC) | Gold                                                                   | 40.000   |
| Insgesamt   | 1× Gold ·                                                              | 40.000   |

### Skitzo
| Land/Region               | Auszeichnungen für Musikverkäufe (Land/Region, Auszeichnung, Verkäufe) | Verkäufe |
| ------------------------- | ---------------------------------------------------------------------- | -------- |
| Brasilien (PMB)           | Gold                                                                   | 20.000   |
| Kanada (MC)               | Gold                                                                   | 40.000   |
| Vereinigte Staaten (RIAA) | Gold                                                                   | 500.000  |
| Insgesamt                 | 3× Gold ·                                                              | 560.000  |

## Auszeichnungen nach Musikstreamings

### Havana
| Land/Region  | Auszeichnungen für Musikverkäufe (Land/Region, Auszeichnung, Verkäufe) | Verkäufe   |
| ------------ | ---------------------------------------------------------------------- | ---------- |
| Japan (RIAJ) | Gold                                                                   | 50.000.000 |
| Insgesamt    | 1× Gold ·                                                              | 50.000.000 |

## Statistik und Quellen
| Land/RegionAuszeichnungen für Musikverkäufe (Land/Region, Auszeichnungen, Verkäufe, Quellen) | Silber       | Gold         | Platin         | Diamant       | Verkäufe   | Quellen              |
| -------------------------------------------------------------------------------------------- | ------------ | ------------ | -------------- | ------------- | ---------- | -------------------- |
| Australien (ARIA)                                                                            | —            | 3× Gold3     | 22× Platin22   | —             | 1.715.000  | aria.com.au          |
| Belgien (BRMA)                                                                               | —            | —            | 2× Platin2     | —             | 60.000     | ultratop.be          |
| Brasilien (PMB)                                                                              | —            | 6× Gold6     | 6× Platin6     | 5× Diamant5   | 1.190.000  | pro-musicabr.org.br  |
| Chile (IFPI)                                                                                 | —            | Gold1        | —              | —             | 40.000     | Einzelnachweise      |
| Dänemark (IFPI)                                                                              | —            | 6× Gold6     | 6× Platin6     | —             | 775.000    | ifpi.dk              |
| Deutschland (BVMI)                                                                           | —            | Gold1        | —              | Diamant1      | 1.200.000  | musikindustrie.de    |
| Frankreich (SNEP)                                                                            | —            | 5× Gold5     | 3× Platin3     | Diamant1      | 1.333.333  | snepmusique.com      |
| Griechenland (IFPI)                                                                          | —            | Gold1        | 2× Platin2     | —             | 50.000     | Einzelnachweise      |
| Irland (IRMA)                                                                                | —            | —            | Platin1        | —             | 15.000     | Einzelnachweise      |
| Italien (FIMI)                                                                               | —            | 6× Gold6     | 5× Platin5     | —             | 515.000    | fimi.it              |
| Japan (RIAJ)                                                                                 | —            | Gold1        | —              | —             | —          | riaj.or.jp           |
| Kanada (MC)                                                                                  | —            | 16× Gold16   | 32× Platin32   | Diamant1      | 4.000.000  | musiccanada.com      |
| Mexiko (AMPROFON)                                                                            | —            | 2× Gold2     | 3× Platin3     | Diamant1      | 540.000    | amprofon.com.mx      |
| Neuseeland (RMNZ)                                                                            | —            | 3× Gold3     | 24× Platin24   | —             | 735.000    | radioscope.co.nz NZ2 |
| Norwegen (IFPI)                                                                              | —            | —            | 2× Platin2     | —             | 120.000    | ifpi.no              |
| Österreich (IFPI)                                                                            | —            | Gold1        | 2× Platin2     | —             | 75.000     | ifpi.at              |
| Peru (UNIMPRO)                                                                               | —            | Gold1        | —              | —             | 3.000      | Einzelnachweise      |
| Polen (ZPAV)                                                                                 | —            | 4× Gold4     | 5× Platin5     | Diamant1      | 435.000    | olis.pl              |
| Portugal (AFP)                                                                               | —            | 3× Gold3     | 9× Platin9     | —             | 105.000    | Einzelnachweise      |
| Schweden (IFPI)                                                                              | —            | Gold1        | 5× Platin5     | —             | 420.000    | sverigetopplistan.se |
| Schweiz (IFPI)                                                                               | —            | 2× Gold2     | 7× Platin7     | —             | 160.000    | hitparade.ch         |
| Spanien (Promusicae)                                                                         | —            | 2× Gold2     | 4× Platin4     | —             | 300.000    | elportaldemusica.es  |
| Südafrika (RISA)                                                                             | —            | 2× Gold2     | 2× Platin2     | —             | 100.000    | risa.org.za          |
| Vereinigte Staaten (RIAA)                                                                    | —            | 37× Gold37   | 57× Platin57   | Diamant1      | 85.500.000 | riaa.com             |
| Vereinigtes Königreich (BPI)                                                                 | 18× Silber18 | 2× Gold2     | 9× Platin9     | —             | 9.490.000  | bpi.co.uk            |
| Insgesamt                                                                                    | 18× Silber18 | 106× Gold106 | 208× Platin208 | 11× Diamant11 |            |                      |